# 鎮護国家
鎮護国家（ちんごこっか）とは、仏教には国家を守護・安定させる力があるとする思想である。国家仏教ともいう。

## 概説
思想としては『仁王護国般若波羅蜜経』や『金光明最勝王経』に説かれているが、この経典を供養することで国家が守護されるとされているところから、南北朝時代の中国や奈良時代の日本で盛んに仁王会や最勝会などの法要が行われた。
また、鎌倉時代には、時代の転換期であり、また蒙古の襲来など、社会情勢が不安定であったことから、栄西の『興禅護国論』、日蓮の『守護国家論』、『立正安国論』など、鎌倉新仏教の開祖たちによって、仏教の思想（自派の教義）こそ国を救うものであると盛んに説かれている。
特に、日蓮は立正安国論の中で盛んにこれを喧伝し、政府による国立戒壇の建立によって国家と人々は救済されると説く。

## 鎮護国家思想と「国家仏教」説
近年では、「国家仏教 （こっかぶっきょう）」という表現が使われることもある。これは
国家権力と結び、国家の保護・支配下におかれた仏教。僧侶は僧尼令の規制を受ける国家公認の官僧のみが認められ、許可なく得度する僧（私度僧）は禁じられた。また、僧尼を統括する僧綱という官職が設けられた。官寺が多く建てられ、鎮護国家の法会を行った。
と解説されている。
しかし、実際のところ歴史学者や仏教学者の間でも何をもって「国家仏教」と定義づけるのかについては統一した見解が出されているわけではなく、また「国家仏教」という表現そのものが古代仏教の実態を反映しておらず不適当とする考え方もある。
まず、鎮護される国家によって官寺と呼ばれる寺院の建立・維持が行われて国家と皇室の安泰を祈るための法会が行われたという事実は存在する。しかし、その政権が仏教の国家宗教化を意図した具体的な政策例は存在せず、道教や神道などの他の宗教の主流が弾圧を受けた事実が存在しない。
また、僧尼令や僧綱についても官寺以外に対してどこまで適用されたかについても議論がある。僧尼令や僧綱が官寺・官僧を厳格に統制していたのは事実であると考えられている。だが、僧尼令制定以前から私寺は建立され続けており、このうち貴族や豪族の氏寺はともかく、村々の住民が信仰の中心として建てた小規模な寺まで実際に監督することが可能であったのかについては疑問が残されている。実際、日本の僧尼令では僧尼が私寺を建立することは禁じたものの、その他の私寺に関しては平安時代の延暦年間の太政官符において初めて規制されたことなどは僧尼令や僧綱の対象が僧尼であって仏教そのものを対象にした法令ではなかった事実の反映である。更に正史などの記録や『日本現報善悪霊異記』のような仏教説話には僧尼令の規定とは違った僧尼の姿が描き出されている。更に私度僧についても課役忌避のための出家に対しては処罰されたものの、修行の実績がある私度僧には却って得度を許して官僧へ取り込む措置すら取られている。
鎮護される国家において仏教が保護されて官寺が建立されてその監督体制が整備されて国家と皇室の安泰が祈願されていたのは事実であるが、室町幕府の五山や江戸幕府の寺院諸法度と比較しても、それを「国家仏教」とまで呼べるのかについては議論が残されている。